# Thallumetus latifemur
Thallumetus latifemur là một loài nhện trong họ Dictynidae.
Loài này thuộc chi Thallumetus. Thallumetus latifemur được Ilka Maria Fernandes Soares & Hélio Ferraz de Almeida Camargo miêu tả năm 1948.